# 書輪

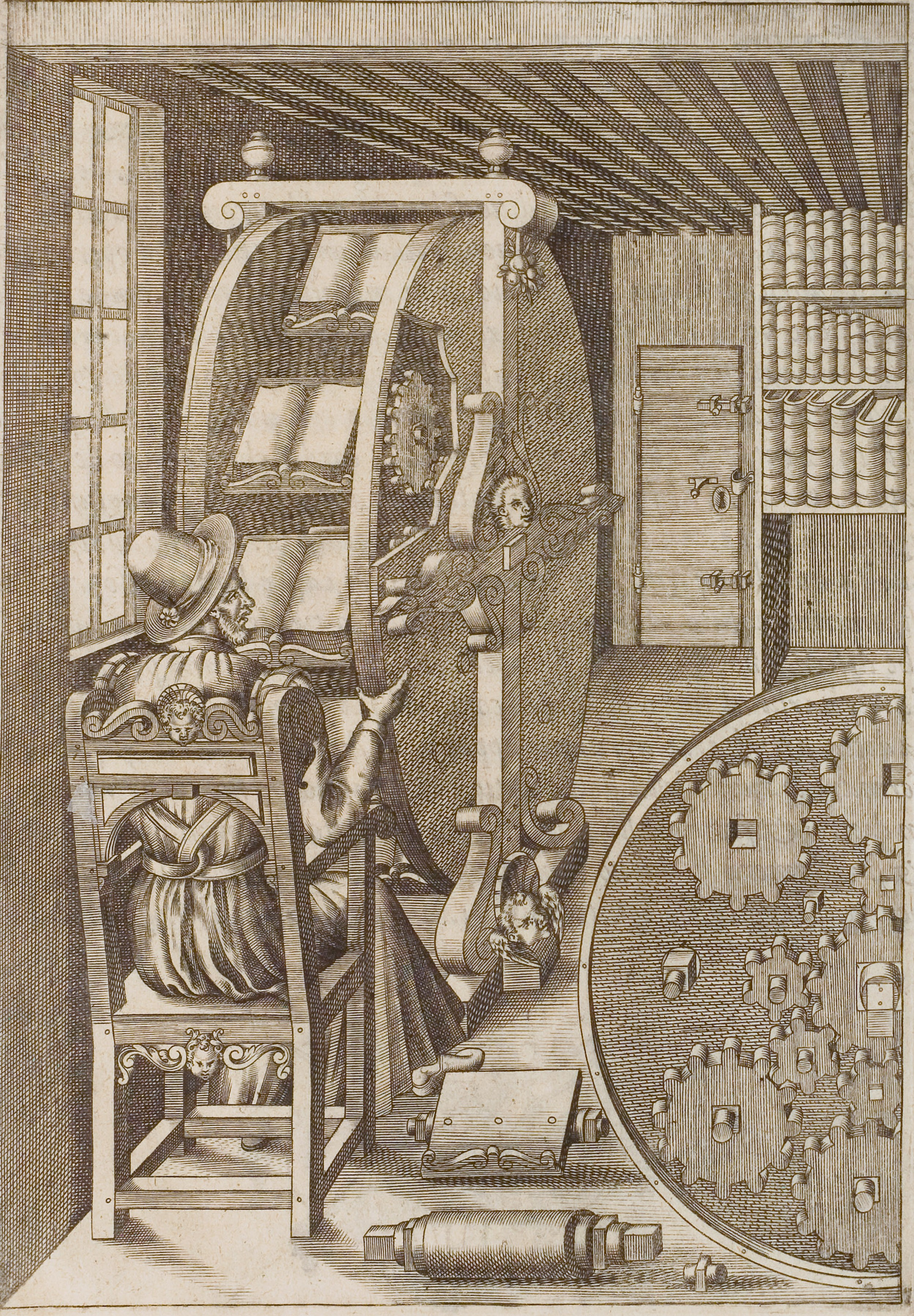
書輪，出自阿戈斯蒂諾·拉梅利 的《論各種工藝機械》（Le diverse et artificiose machine） ，1588 年

書輪（英語：bookwheel）是一種可旋轉的書架，讓人能夠輕易同時閱讀多本書籍。書籍會在垂直方向上旋轉，類似於水車運動。該設計最早出現在16世纪阿戈斯蒂诺·拉梅利（Agostino Ramelli）著作的插圖中，這是大型圖書實際困擾讀者的時代。拉梅利的設計也影響了其它工程師，雖然在今日看來已過時，但對現代藝術家和歷史學家有所啟發。

## 歷史與設計

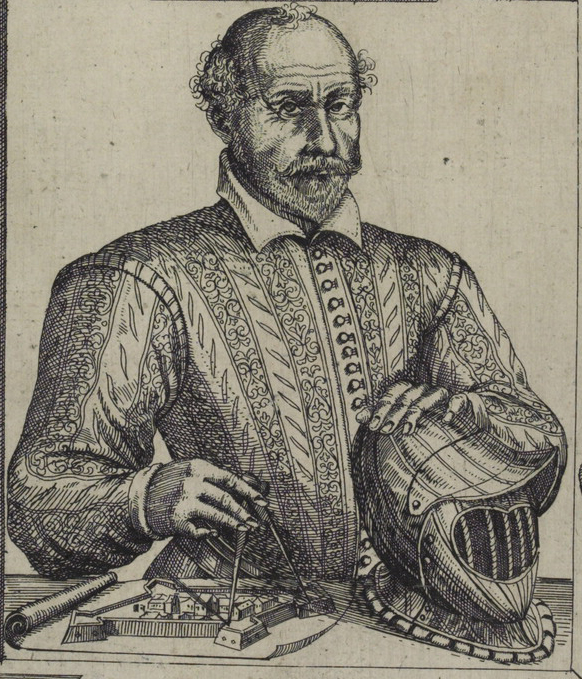
阿戈斯蒂诺·拉梅利，1588

最常見形式的書輪是由義大利的軍事工程師阿戈斯蒂诺·拉梅利於1588年發明，是《論各種工藝機械》（Le different et artificiose machine del Capitano Agostino Ramelli）中的195款設計之一。 為確保書籍擺放角度維持一致，拉梅利引進了行星齒輪的配置，而這種配置以往僅用於天文鐘這種複雜裝置上。 拉梅利的設計其實過於複雜，因為他很可能明白重力也會造成一樣的效果（就像幾個世紀後發明的摩天輪），但這種齒輪系統讓拉梅利得以展示其數學造詣。雖然拉梅利的設計是他人後續建造書輪的依據，但拉梅利實際上從未造過自己的書輪。
美國工程師亨利·彼得羅斯基認為，書輪在多大程度上因其便利性與審美特質而受到讚賞仍屬猜測。拉梅利自己將書輪描述為「一種美麗而巧妙的機器，對於任何喜愛學習的人，尤其是對那些身體不適和受痛風折磨的人來說，十分有用且方便。 」 拉梅利提到痛風是一種影響行動能力的疾病，說明了讓讀者能坐著閱讀多本書的設備有其魅力。然而，彼得羅斯基指出，從拉梅利的插圖上看，這種設備缺乏寫作和從事其它學術工作的空間，這種「異想天開的輪盤」可能不適合任何閱讀以外的活動。
雖然書輪的設計通常歸功於拉梅利，但有些歷史學家質疑他可能不是第一位發明者。中國科學技術史學者李約瑟（Joseph Needham）表示，旋轉書架起源於中國，且「可能比拉梅利的設計早了一千年 」，不過中國的旋轉書架不是在垂直方向上旋轉。

## 影響和傳承

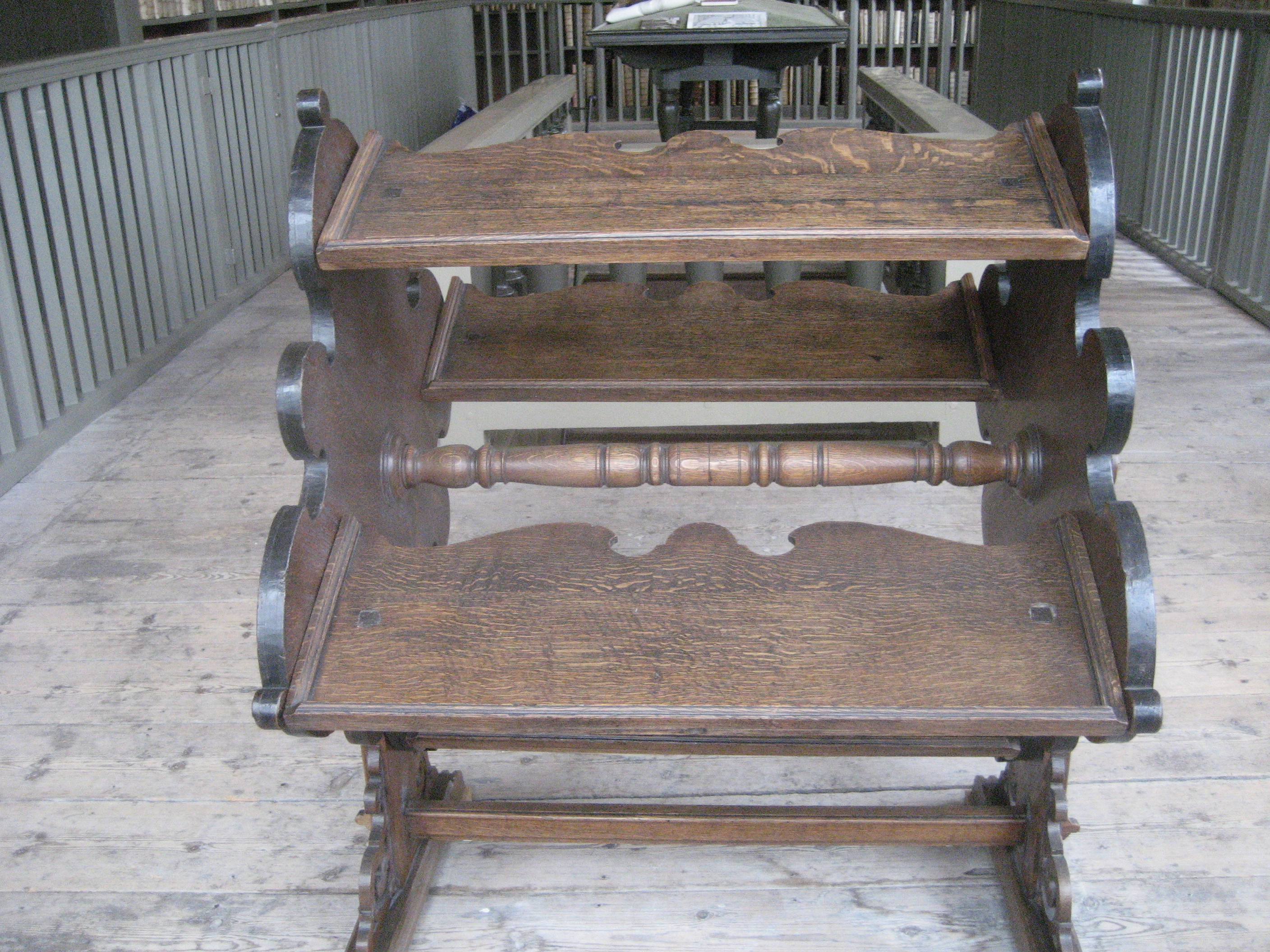
萊頓私人圖書館的書輪（約1650年）

書輪是解決印刷品日益增加的管理問題所作的早期嘗試，這些印刷品在拉梅利的時代通常又大又重，因此書輪被稱為最早的「資訊檢索」設備之一，被認為是如超文本和電子閱讀器等現代技術的先驅，使讀者能夠儲存和交叉查閱大量的資訊。另外有一些發明家提出對拉梅利設計的改進版本，如法國發明家尼古拉斯·格羅里埃·德·塞爾維埃（Nicolas Grollier de Servière）。
在17世紀和18世紀建造的數十個書輪中，已知有14個倖存品：收藏在根特大學圖書館、漢堡、克洛斯特新堡修道院、亞捷隆大學、蘭巴赫修道院、萊頓私人圖書館、拿坡里(2)、巴黎、布拉格(2)、帕拉福希阿納圖書館（Biblioteca Palafoxiana）、韋尼格羅德和奧斯特公爵圖書館。
書輪在當代因其歷史價值、裝飾性魅力和象徵意涵而受重視。拉梅利的設計被丹尼爾·里伯斯金等藝術家重新創作，也是史密森尼圖書館的部落格名稱《Turning the Book Wheel》的典故。

## 現代複製品
2018年，一群羅切斯特理工學院的工科生根據拉梅利的設計打造了兩個書輪，但使用了現代工具和流程。書輪由歐洲山毛櫸和白橡木等歷史精確記載的資料製作而成，重600磅，可容納8本書。這些書輪在兩間紐約羅徹斯特的圖書館展覽：羅徹斯特理工學院的卡里圖像藝術品收藏館（Cary Graphic Arts Collection）和羅徹斯特大學的羅賓斯圖書館（Rossell Hope Robbins Library）。

## 精選刊物
- John Considine: 'The Ramellian Bookwheel'. In: Erudition and the Republic of Letters, 2016, 1: 4, 381–411 （页面存档备份，存于）
- E. Hanebutt-Benz: Die Kunst des Lesens. Lesemöbel und Leseverhalten vom Mittelalter bis zur Gegenwart.  Frankfurt a. M., Museum für Kunsthandwerk, 1985. ISBN 3-88270-026-2
- M. Boghardt: 'Das Wolfenbuetteler Bücherrad'. In: Museum, April 1978, 58–60.
- Martha Teach Gnudi & Eugene S. Ferguson:  Ramelli's ingenious machines. The various and ingenious machines of Agostino Ramelli (1588). Baltimore, Johns Hopkins University Press, 1976. ISBN 0-85967-247-6ISBN 0-85967-247-6 (Repr. 1987 & 1994)
- Bert S. Hall: 'A revolving bookcase by Agostino Ramelli'. In: Technology and culture, 11 (1970), 389–400.
- M. von Katte: 'Herzog August und die Kataloge seiner Bibliothek In: Wolfenbuetteler Beiträge, 1 (1972), 174–182.
- A.G. Keller: A theatre of machines. London, Chapman and Hall, 1964.
- John Willis Clark: The care of books. An essay on the development of libraries and their fittings, from the earliest times to the end of the eighteenth century. Cambridge, Cambridge University Press, 1901. [Repr. Cambridge 2009: ISBN 9781108005081]
- Agostino Ramelli: Le diverse et artificiose machine. Composte in lingua Italiana et Francese. Paris, 1588 (Repr.: Franborough, Hants, 1970) Google Books （页面存档备份，存于）

## 外部連結
- drifts through debris （页面存档备份，存于）, an art installation inspired by Ramelli's design
- "Ramelli's Bookwheel" （页面存档备份，存于）, history and commentary from New York University's Department of Media, Culture, and Communication
- Ramelli's Rotating Reader （页面存档备份，存于）, engineering schematics from Rochester Institute of Technology used to create modern reproductions of the bookwheel